# Distrito de Shūsō (Ehime)

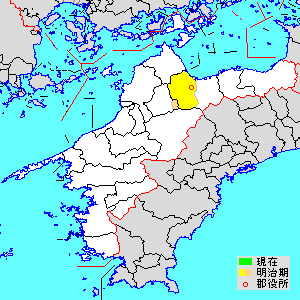
Mapa con el distrito de Shuso.

El Distrito de Shuso (周桑郡 Shūsō-gun?) fue un Distrito (郡 gun?) de la prefectura de Ehime. El 1° de noviembre de 2004 desaparece como consecuencia de la integración de los últimos dos pueblos del Distrito a la Ciudad de Saijo.

## Historia
- 1897: En abril se forma por la fusión de los distritos de Shufu (周布郡 Shūfu-gun?) y Kuwamura (桑村郡 Kuwamura-gun?).
- 1898: El 22 de noviembre la Villa de Komatsu (小松村 Komatsu-mura?) pasa a ser Pueblo de Komatsu.
- 1901: El 14 de junio la Villa de Nyugawa (壬生川村 Nyūgawa-mura?) pasa a ser Pueblo de Nyugawa (壬生川町 Nyūgawa-chō?).
- 1913: El 13 de diciembre la Villa de Fukuoka (福岡村 Fukuoka-mura?) pasa a ser Pueblo de Tanbara.
- 1940: El 1° de octubre el Pueblo de Nyugawa absorbe la Villa de Taga (多賀村 Taga-mura?).
- 1951: El 10 de agosto la Villa de Senzokuyama (千足山村 Senzokuyama-mura?) pasa a denominarse Villa de Ishizuchi (石鎚村 Ishizuchi-mura?).
- 1955: El 1° de enero el Pueblo de Nyugawa absorbe las villas de Shufu (周布村 Shūfu-mura?), Yoshii (吉井村 Yoshii-mura?), Yoshioka (吉岡村 Yoshioka-mura?) y Kuniyasu (国安村 Kuniyasu-mura?).
- 1955: El 1° de enero se fusionan las villas de Miyoshi (三芳村 Miyoshi-mura?), Kusukawa (楠河村 Kusukawa-mura?) y Shonai (庄内村 Shōnai-mura?), formando el Pueblo de Miyoshi (三芳町 Miyoshi-chō?).
- 1955: El 25 de abril el Pueblo de Komatsu absorbe las villas de Ishizuchi e Iwane (石根村 Iwane-mura?).
- 1955: El 25 de abril el Pueblo de Tanbara absorbe la Villa de Tokuda (徳田村 Tokuda-mura?).
- 1955: El 20 de julio el Pueblo de Nakagawa (中川村 Nakagawa-mura?) absorbe la Villa de Sakuragi (桜樹村 Sakuragi-mura?).
- 1956: El 1° de septiembre el Pueblo de Tanbara absorbe la Villa de Tano (田野村 Tano-mura?) y una parte de la Villa de Nakagawa.
- 1956: El 1° de septiembre se fusiona una parte de la Villa de Nakagawa y la Villa de Kawauchi (川内村 Kawauchi-mura?) del Distrito de Onsen, formando el Pueblo de Kawauchi del Distrito de Onsen (en la actualidad es parte de la Ciudad de Toon).
- 1971: El 1° de enero se fusionan los pueblos de Nyugawa y Miyoshi, formando el Pueblo de Toyo (東予町 Tōyo-chō?).
- 1972: El 1° de octubre el Pueblo de Toyo pasa a ser la Ciudad de Toyo.
- 2004: El 1° de noviembre la Ciudad de Saijo absorbre la Ciudad de Toyo y los pueblos de Komatsu y Tanbara. Simultáneamente desaparece el Distrito de Shuso.